# Гальперин, Григорий Борисович
Григорий Борисович Гальперин (1907—1993) — советский правовед, доктор юридических наук, участник Великой Отечественной войны и блокады Ленинграда.

## Биография
Г. Б. Гальперин родился в июле 1907 года в городе Новоград-Волынский.
В 1934 году Григорий Борисович окончил Ленинградский институт советского строительства и права и стал доцентом. В 1938 году он защитил кандидатскую диссертацию на тему: «К истории возникновения Государственной Думы и выборы в царской России».
В начале Великой Отечественной войны он был призван в Красную армию. В 1941—1943 годах Гальперин был членом коллегии военного трибунала Кронштадтского гарнизона, а в 1943—1945 годах — Ленинградского гарнизона. Григорий Борисович имел звание майора юстиции. В 1946 году он был демобилизован.
Гальперин трудился в Ленинградском юридическом институте на кафедре теории и истории государства и права, а в 1954 году стал преподавать в Ленинградском государственном университете.
В 1968 году он защитил докторскую диссертацию на тему: «Генезис и развитие сословной монархии в России (XV—XVI вв.)».
Сферу научных интересов Гальперина составляли проблемы истории государства и права России.
Григорий Борисович умер в 1993 году.

## Основные работы
- Генезис и развитие сословной монархии в России (XV—XVI вв.): Автореферат дис. на соискание ученой степени доктора юридических наук. / Ленингр. гос. ун-т им. А. А. Жданова. Юрид. фак. — Ленинград : [б. и.], 1968.
- Исследования по разработке новой технологии демеркуризации спецодежды и выбору тканей, минимально загрязняющихся ртутью : диссертация кандидата технических наук : 05.26.01. — Москва, 1978.
- Методологические и теоретические вопросы науки истории государства и права СССР / Г. Б. Гальперин, А. И. Королев ; Ленингр. гос. ун-т им. А. А. Жданова. — Ленинград : Изд-во Ленингр. ун-та, 1974.
- Форма правления Русского централизованного государства XV—XVI вв. / Ленингр. ордена Ленина гос. ун-т им. А. А. Жданова. — Ленинград : Изд-во Ленингр. ун-та, 1964.

## Награды
- Медаль "За оборону Ленинграда"[4]
- Медаль «За победу над Германией в Великой Отечественной войне 1941—1945 гг.»
- Орден Красной Звезды[5]
- Орден Отечественной войны II степени[6]